# Mont Mosan
Mont Mosan est un parc d'attractions et animalier belge inauguré en 1986 et situé sur le « Plateau de la Sarte » dans la ville de Huy en province de Liège.
Le terme « mosan » est l'adjectif de Meuse, fleuve qui coule à proximité du parc.
Le parc est voisin du Fort de Huy et du téléphérique de la ville de Huy.

## Histoire
Des bassins remplacent les précédentes installations aquatiques en 2010. Grâce à un montant de 50 000 euros, les trois phoques bénéficient de bassins plus grands agrémentés de dunes. Un enclos plus spacieux est également construit pour les manchots.
En 2017, neuf nouvelles attractions sont inaugurées dont un parcours de montagnes russes junior. Le constructeur de ces nouveautés représentant un investissement de 350 000 euros est le chinois Zhengzhou Limeiqi Amusement Equipment. La même année, le parc installe une quinzaine de répliques de dinosaures.

## Attractions et spectacles
- Le château gonflable
- Le carrousel
- Le petit train, uniquement accessible aux enfants
- Le Mini Zoo avec : cochons, tortues, équidés, chèvres, perroquets, wallabys
- Plaine de jeux
- Bateau à bascule junior
- Manège de tasses junior
- Grande roue junior
- La banquise
- Le minigolf (2013)
- Spectacle d'otaries de Californie et de phoques
- Spectacle de perroquets et de chiens
- Des chaises volantes (2017)
- Manège avions (2017)